# 湄公白甲鱼
湄公白甲魚（学名：Onychostoma meridionale）為輻鰭魚綱鯉形目鲤科白甲魚屬的其中一種。分布於亞洲柬埔寨及寮國湄公河流域，背鰭硬棘4枚、背鰭軟條8枚、臀鰭硬棘3枚、臀鰭軟條5枚，體長可達14公分，棲息在水質清澈，流動快速的河川底中層水域，生活習性不明。

## 扩展阅读
維基物種上的相關：湄公白甲魚